# More (linguistique)
Pour les articles homonymes, voir More.
 (octobre 2014).
Si vous disposez d'ouvrages ou d'articles de référence ou si vous connaissez des sites web de qualité traitant du thème abordé ici, merci de compléter l'article en donnant les références utiles à sa vérifiabilité et en les liant à la section « Notes et références ».
La more est une unité de temps en phonologie. Son nom provient du latin mora signifiant « retard, arrêt, pause dans le discours » ou « délai ». Comme beaucoup de termes techniques linguistiques, sa définition exacte fait l'objet de discussions.
Il s'agit d'une notion plus fine que celle de syllabe. Dans les langues syllabiques, chaque syllabe est constituée d'une ou plusieurs mores, qui en déterminent le poids, ce dernier déterminant à son tour l'accent tonique du mot ou son rythme. Dans certaines langues, dites moriques, la notion de syllabe n'existe d'ailleurs pas.
Une syllabe contenant une seule more est dite « monomorique » (ou « monomoraïque ») ; si elle est composée de deux mores, elle est appelée « bimorique » (ou « bimoraïque »).

## Phonétique
En phonétique, la more est une unité tonique. La durée de cette unité correspond à une syllabe brève ou à une fraction de syllabe longue.

## Formation
En général, les mores sont formées de la façon suivante :
- l'attaque (la ou les première(s) consonne(s) de la syllabe) ne représente aucune more ;
- le noyau représente une more dans le cas d'une voyelle brève, et deux mores dans le cas d'une voyelle longue ou d'une diphtongue. Les consonnes servant de noyaux syllabiques représentent également une more pour les brèves, et deux pour les longues (le slovaque est un exemple de langue qui possède à la fois des noyaux consonantiques brefs et longs) ;
- dans quelques langues (comme le japonais, l'arabe classique ou le latin), la coda représente une more, mais dans d'autres (comme l'irlandais ou le somali), ce n'est pas le cas. En anglais, il est clair que les codas des syllabes accentuées représentent une more (ainsi, le mot cat est bimorique), mais ce l'est beaucoup moins pour les codas des syllabes non accentuées (par exemple, la seconde syllabe du mot rabbit pourrait être monomorique) ;
- dans quelques langues, une syllabe dont le noyau est constitué d'une voyelle longue ou d'une diphtongue, et la coda d'une ou plusieurs consonnes est dite trimorique (ou trimoraïque).

En général, les syllabes monomoriques sont dites « syllabes légères », les bimoriques « syllabes lourdes », et les trimoriques (dans les langues qui en possèdent) « syllabes extra-lourdes », certaines langues comme l'anglais et le vieil anglais possèdent même des syllabes de quatre mores.

## Exemple du japonais
La langue japonaise est connue pour sa structure en mores. La plupart des dialectes utilisent les mores, 拍, haku ou モーラ, mōra en japonais, plutôt que les syllabes comme fondement de leur système phonique.
Par exemple, les haïkus, en japonais moderne, ne suivent pas comme on le croit souvent le schéma 5 / 7 / 5 syllabes, mais 5 / 7 / 5 mores.
Le kana ‹ ん › (transcrit ‹ n › ou ‹ m › selon les méthodes de romanisation) en fin de syllabe est à la fois une syllabe et une more ; la première partie d'une consonne double constitue également une more. Ainsi, le mot 日本 (にっぽん - Nippon - « Japon ») semble composé de deux syllabes, mais a quatre mores : ni-p-po-n, ce qui correspond aux quatre kanas utilisés pour transcrire le mot en hiraganas (にっぽん).
De la même manière, la présence de voyelles longues dans le nom des villes Tōkyō (to-o-kyo-o, とうきょう) et Ōsaka (o-o-sa-ka, おおさか) les met sur le même plan que celui de Nagasaki (na-ga-sa-ki, ながさき) : alors qu'ils comptent respectivement deux, trois et quatre syllabes, ils sont tous constitués de quatre mores. On peut noter que la more kyo demande deux hiraganas きょ ; ce type de mores, appelées yōon, demandent exceptionnellement deux kanas.